# PSB-Mrówka

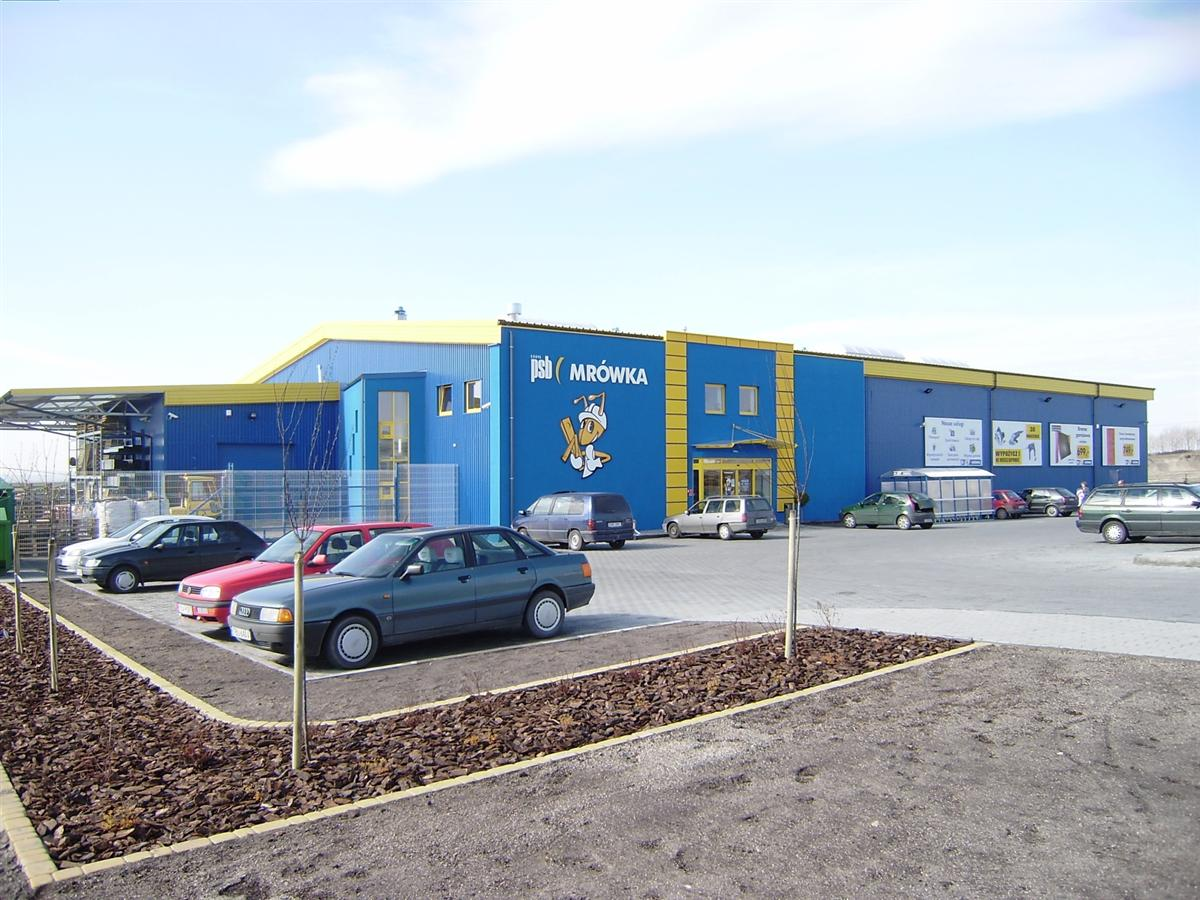
Sklep PSB Mrówka w Busku-Zdroju

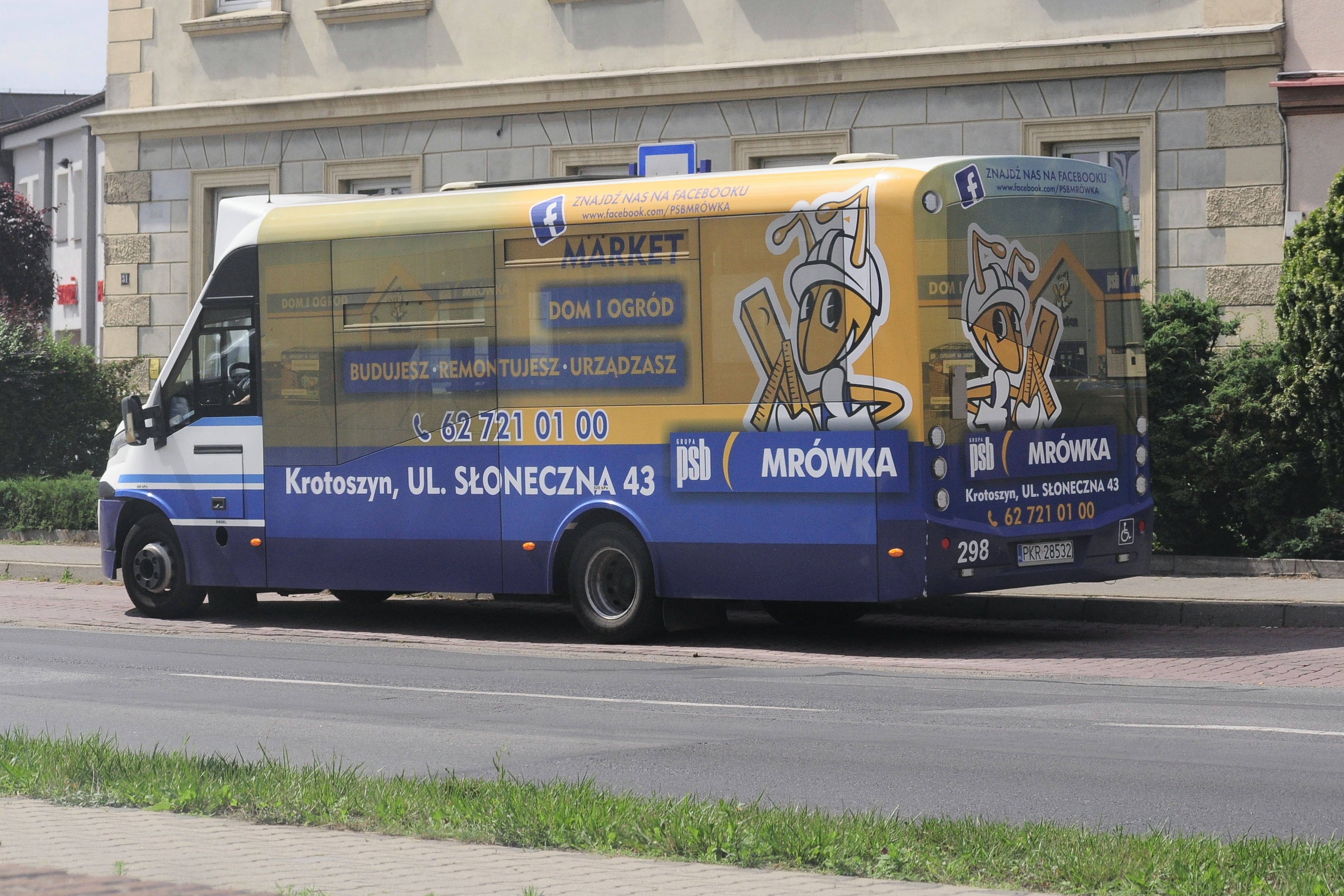
Reklama na autobusie komunikacji miejskiej w Krotoszynie

PSB Mrówka – polska sieć samoobsługowych placówek handlowych typu „zrób-to-sam”, tworzonych jako wspólne przedsięwzięcie Centrali Grupy PSB, oraz lokalnego akcjonariusza spółki. W założeniu sklepy PSB Mrówka mają uzupełnić oferty handlowe składów PSB o nowy asortyment. Sklepy Mrówka to placówki o powierzchni powyżej 800 m² i powstają głównie w miastach powiatowych, zaś placówki o powierzchni 400–800 m² to sklepy Mini-Mrówka, zlokalizowane są w małych miejscowościach do 10 tys. mieszkańców. Asortyment typowego sklepu PSB Mrówka obejmuje od 5 do 20 tys. pozycji (m.in.: ogród i otoczenie domu, materiały konstrukcyjne oraz wykończeniowe, chemia budowlana i gospodarcza, wyposażenie łazienek i kuchni, sprzęt AGD i elektronarzędzia, oświetleniowe, meble, drzwi, okna oraz artykuły służące do dekoracji i aranżacji wnętrz).
Sklepy PSB Mrówka w połączeniu z oddziałami PSB Profi pozwalają na kompletne wybudowanie i wykończenie domu od fundamentów po dach oraz kompleksową aranżacje ogrodu i podjazdu wraz z ogrodzeniem.

## Historia
- 2002 – uruchomienie pierwszych dwóch placówek pilotażowych sieci w Suwałkach i Jarocinie.
- 2003 – funkcjonuje 8 sklepów PSB Mrówka
- 2004 – otwarto kolejne 2 placówki, łącznie pod koniec roku działa 10 sklepów PSB Mrówka
- 2005 – liczba sklepów wzrasta do 15
- 2006 – uruchomiono 4 kolejne sklepy, 1 placówka (Jarocin) kończy działalność. Łączna powierzchnia działających 18 marketów sięga 20 tys. m²
- 2007 – pod koniec roku w Polsce funkcjonują 22 sklepy PSB Mrówka
- 2012 – (maj) działa 107 sklepów[1]
- 2012 – (9 czerwca) w Świebodzicach otwarto 113. sklep PSB-Mrówka
- 2012 – (16 czerwca) w Świdnicy został otwarty 116. market Mrówka. Inwestorem jest spółka „Fago”, która ma na swoim koncie już 3 oddziały typu Mrówka oraz 3 sklepy Profi, które zajmują się sprzedażą narzędzi dla profesjonalistów oraz sprzedażą hurtową.
- 2012 – (27 lipca) 120. market Mrówka został otwarty w Opalenicy
- 2012 – (8 września) 124. market Mrówka został otwarty w Złotowie (Wielkopolska)
- 2013 – otwarcie 150. placówki w dwutysięcznej wsi – w Strzałkowie
- 2014 – na koniec roku sieć liczyła 181 marketów (w tym sezonie powstało 30 sklepów)
- 2015 – 208 marketów (powstało 30 sklepów)
- 2016 – sieć liczyła 232 markety (w tym okresie sieć powiększyła się o 24 placówki)
- 2021 – sieć liczyła 342 markety (w tym roku sieć powiększyła się o 32 sklepy)[2]